# قبول (فقه)
القبول عند الفقهاء عبارة عن لفظ صدر عن أحد المتعاقدين ثانيا ويقابله الإيجاب. والقبول عبارة عن لفظ صدر عن الآخر ثانيا فيكون القبول جوابه. والعقد في الأصل الجمع بين أطراف الجسم. وشرعا الإيجاب والقبول مع الارتباط المعتبر شرعا كذا في جامع الرموز، فهو شامل لأمور ثلاثة الإيجاب والقبول والارتباط.